# Аязма (мечеть)
Мечеть Аязма (тур. Ayazma Camii) — мечеть у районі Ускюдар у Стамбулі, Туреччина. Вона стоїть на схилі пагорба з видом на Босфор. Мечеть була збудована на замовлення османського султана Мустафи ІІІ між 1757 і 1761 роками. Це приклад стилю османського бароко, який був поширений у 18 столітті.

## Історія
Султан Мустафа III (1757—1774), наступник Османа II і син Ахмеда III, протягом свого довгого правління займався багатьма будівельними роботами, які увічнили османський стиль бароко, запроваджений за Махмуда I. Мечеть Аязма була його першою спорудою і була збудована на честь його матері, Міхріша Кадін. Будівництво розпочалося у 1757—1758 роках і завершилося у 1760—1761 роках. Особистість архітектора не підтверджена, але сучасна наукова думка припускає, що це був Мехмед Тахір, який згодом був головним імператорським архітектором з 1761 по 1784 роках. Пізніше Мустафа ІІІ замовив мечеть Лалелі у стамбульському районі Фатіх. У серпні 2022 року мечеть Аязма знову відкрилася для молитов після довготривалої реставрації.

## Архітектура
За формою мечеть Аязма є, по суті, зменшеною версією мечеті Нуруосманіє, що свідчить про важливість Нуруосманіє як нової моделі для наслідування османськими архітекторами. Основна споруда — це однокупольний молитовний зал, оточений ззовні мінаретом. Мечеть багато прикрашена бароковою різьбленою кам'яною кладкою, особливо в міхрабі та мінбарі. Хоча мечеть менша за Нуруосманіє, вона відносно висока для своїх пропорцій, що посилює відчуття висоти. Ця тенденція до висоти була продовжена в пізніших мечетях, таких як мечеть Нусретіє. Мечеть Аязма відрізняється від інших головним чином унікальним розташуванням свого переднього фасаду, який складається з п'ятиаркового портика, до якого ведуть широкі напівкруглі сходи. Це розташування схоже на набагато меншу сучасну мечеть, побудовану в Айдині в 1756 році, мечеть Джіханоглу.
Однією з деталей мечеті Аязма, що відображає популярну тенденцію 18 століття, є наявність кількох невеликих кам'яних шпаківень, вирізьблених на зовнішньому фасаді. Такі шпаківні з'явилися ще в попередньому столітті, але в період бароко вони стали більш вишуканими і їх часто прикріплювали до екстер'єрів як релігійних, так і цивільних будівель.

## Галерея

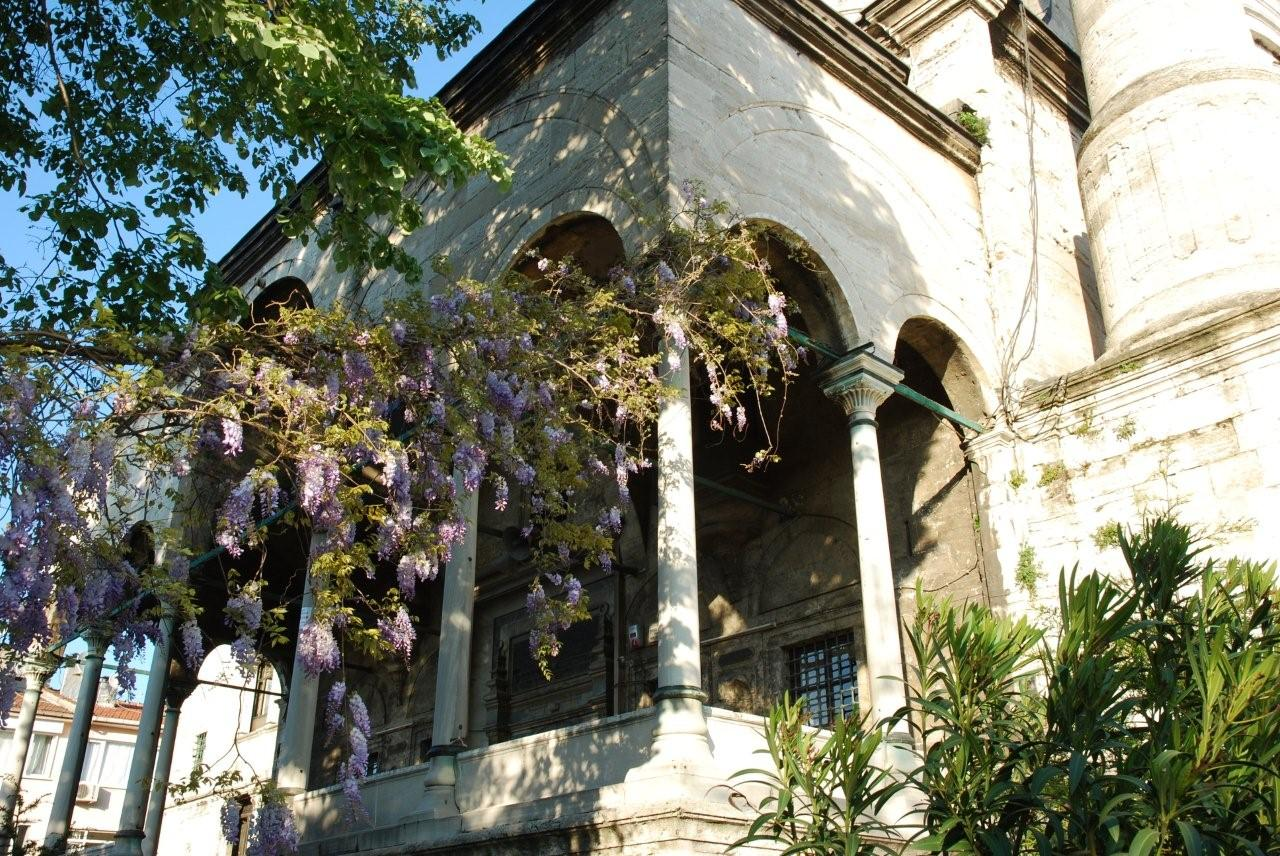
Фасадний портик мечеті
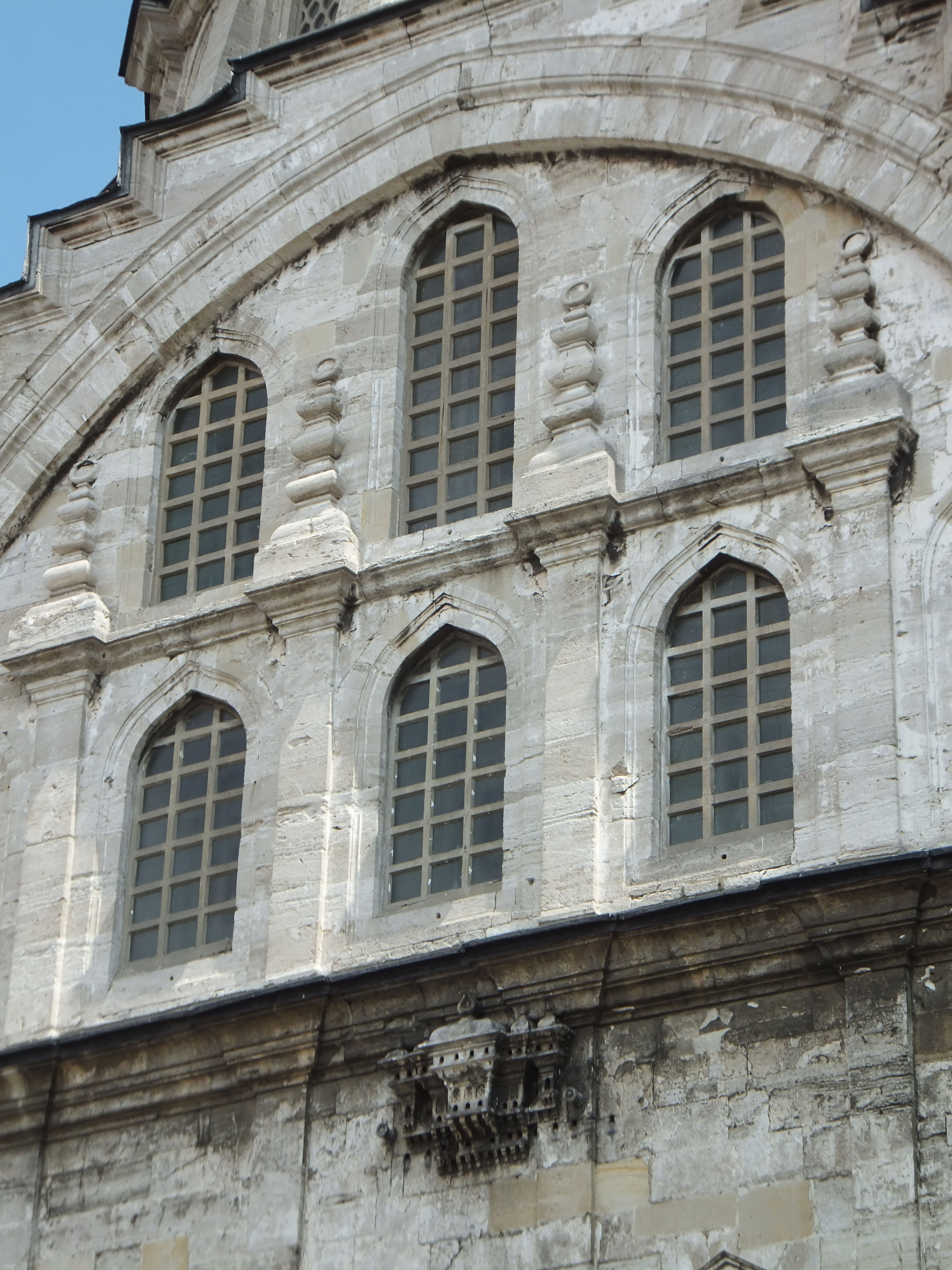
Зовнішні деталі мечеті
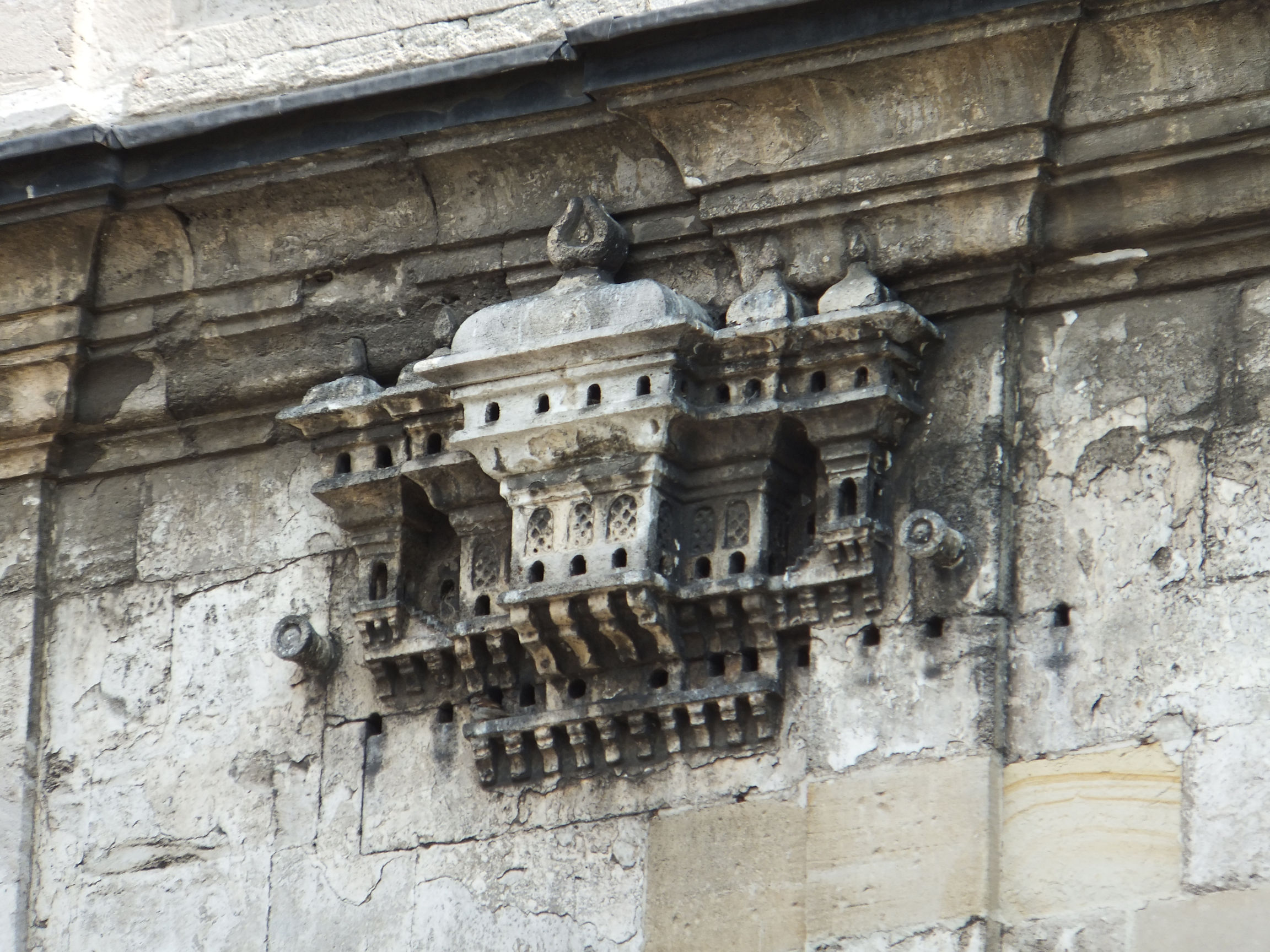
Одна з різьблених на камені шпаківень, прикріплених до зовнішньої сторони мечеті
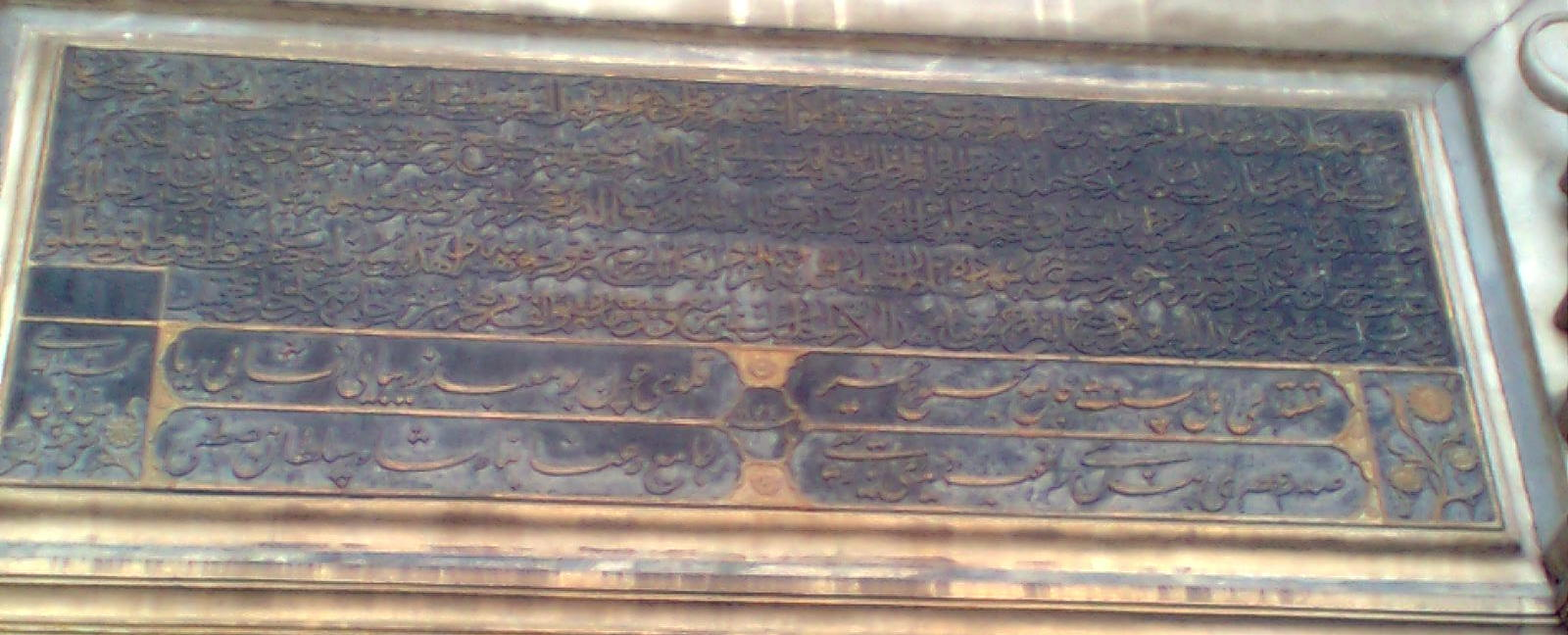
Історична меморіальна дошка на вході до мечеті
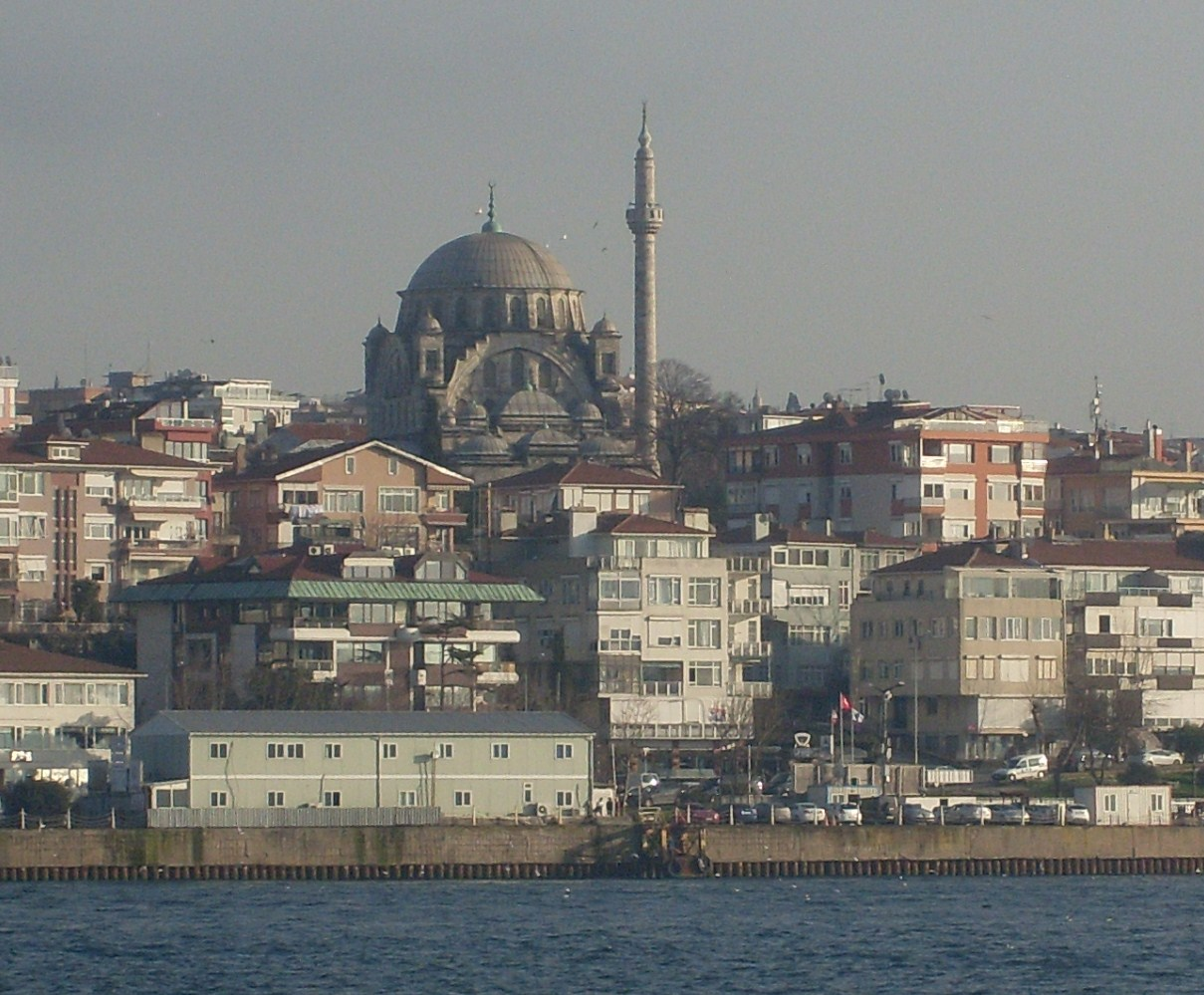
Вид на мечеть на горизонті Ускюдара